# Utukok

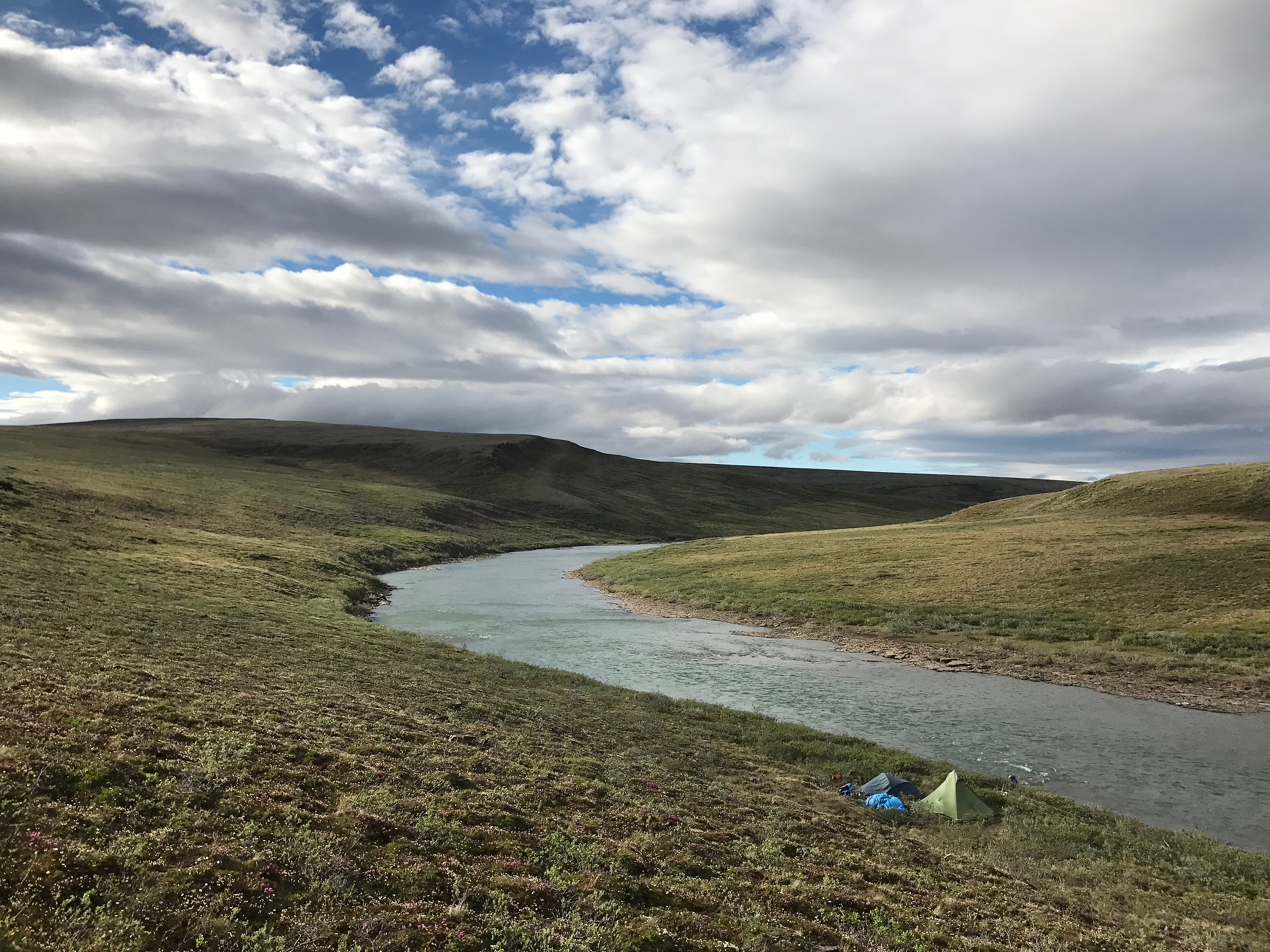
La rivière Utukok

La rivière Utukok est un cours d'eau d'Alaska, aux États-Unis situé dans le borough de North Slope.

## Description
Longue de 180 milles (290 km), elle prend sa source dans les montagnes De Long, au confluent des ruisseaux Kogruk et Tupik et coule en direction du nord puis du nord-est et enfin du sud-ouest jusqu'à l'océan Arctique à 20 milles (32 km) au sud-ouest du cap Icy, dans la plaine arctique.
Elle a été référencée pour la première fois en 1847 par le lieutenant Lavrenti Zagoskine.

## Sources
- (en) « Utukok », Geographic Names Information System